# Arroyo Capon del León
Der Arroyo Capon del León ist ein Fluss in Uruguay.
Er entspringt auf dem Gebiet des Departamento Salto einige Kilometer nordwestlich von Pueblo Cayetano am Cerro Sepulturas. Von dort verläuft er in nordwestliche Richtung und mündet schließlich als linksseitiger Nebenfluss in den Río Arapey.